# Lo Faro (el Pont de Suert)
Lo Faro és una muntanya de 1.456 metres que es troba al municipi del Pont de Suert, a la comarca catalana de l'Alta Ribagorça.